# Close Enough for Rock ’n’ Roll
Close Enough for Rock ’N’ Roll – album szkockiej grupy rockowej Nazareth, wydany w marcu 1976 roku.

## Lista utworów
| 1. | Telegram: On Your Way/So You Wanna Be a Rock ’N’ Roll Star/Sound Check/Here We Are Again (Agnew, Charlton, Hillman, McCafferty, McGuinn, Sweet) | 7:46  |
|    | |       |
| 2. | Vicki (Agnew, Charlton, McCafferty, Sweet) | 2:24  |
|    | |       |
| 3. | Homesick Again (Agnew, Charlton, McCafferty, Sweet)                                                                                             | 4:30  |
|    | |       |
| 4. | Vancouver Shakedown (Agnew, Charlton, McCafferty, Sweet)                                                                                        | 4:04  |
|    | |       |
| 5. | Born Under the Wrong Sign (Agnew, Charlton, McCafferty, Sweet)                                                                                  | 3:56  |
|    | |       |
| 6. | Loretta (Agnew, Charlton, McCafferty, Sweet) | 3:18  |
|    | |       |
| 7. | Carry out Feelings (Agnew, Charlton, McCafferty, Sweet)                                                                                         | 3:18  |
|    | |       |
| 8. | Lift the Lid (Agnew, Charlton, McCafferty, Sweet)                                                                                               | 3:51  |
|    | |       |
| 9. | You're the Violin (Barry) | 4:43  |
|    | |       |
|    | | 37:50 |
|    | |       |

## Wykonawcy
- Dan McCafferty – wokal
- Darrell Sweet – perkusja
- Pete Agnew – gitara basowa, gitara, pianino
- Manny Charlton – gitara
- Max Middleton – keyboard